# Jo-Ann Roberts
Jo-Ann Roberts, née le 7 septembre 1956 à Halifax au Canada, est une journaliste et femme politique canadienne. Elle a été cheffe par intérim du Parti vert du Canada avant l'élection d'Annamie Paul.

## Biographie
Titulaire d'un diplôme de l'Université Mount Allison et d'un diplôme en journalisme de l'Université Carleton, Jo-Ann Roberts est animatrice à la radio anglaise de la CBC pendant une vingtaine d'années, jusqu'en 2014.
Elle est candidate pour les Verts à Victoria, en Colombie-Britannique, en 2015, et à Halifax, en Nouvelle-Écosse, en 2019. Elle anime et réalise le balado du Parti vert People, Politics and Planet.
Le 18 mars 2019, à la suite du départ de Bruce Hyer, elle devient cheffe adjointe du Parti vert, fonction qu'elle exerce aux côtés de Daniel Green.
Le 4 novembre 2019, Elizabeth May quitte la direction du parti et Jo-Ann Roberts devient cheffe par intérim, position qu'elle conserve jusqu'à l'élection d'Annamie Paul le 3 octobre 2020.

## Résultats électoraux
|                          | Nom                      | Parti politique          | Voix   | %       | Majorité |
| ------------------------ | ------------------------ | ------------------------ | ------ | ------- | -------- |
|                          | Andy Fillmore (sortant)  | Libéral                  | 23 681 | 42,48 % | 6 934    |
|                          | Christine Saulnier       | NPD                      | 16 747 | 30,04 % |          |
|                          | Jo-Ann Roberts           | Vert                     | 8 013  | 14,37 % |          |
|                          | Bruce Holland            | Conservateur             | 6 456  | 11,58 % |          |
|                          | Duncan McGenn            | Parti populaire          | 633    | 1,14 %  |          |
|                          | Bill Wilson              |                          | 222    | 0,4 %   |          |
| Total des votes valides  | Total des votes valides  | Total des votes valides  | 55 752 | 99,36 % |          |
| Total des votes rejetés  | Total des votes rejetés  | Total des votes rejetés  | 361    | 0,64 %  |          |
| Total des votes exprimés | Total des votes exprimés | Total des votes exprimés | 56 113 | 75,04 % |          |
| Électeurs inscrits       | Électeurs inscrits       | Électeurs inscrits       | 74 778 |         |          |